# Graustark (film 1915)
Graustark è un film muto del 1915 diretto da Fred E. Wright. La sceneggiatura firmata da H. Tipton Steck si basa sul romanzo Graustark di George Barr McCutcheon pubblicato a New York nel 1901. Il soggetto sarà ripreso nel 1925 per un remake dallo stesso titolo interpretato da Norma Talmadge.
Questa versione del 1915 fu interpretata dalla coppia romantica formata da Francis X. Bushman e Beverly Bayne che, in seguito, sarebbero poi diventati marito e moglie anche nella vita reale.

## Trama
Sul treno che va da Denver a Washington, il ricco Grenfall Lorry incontra una ragazza con la quale vive un'avventura quando, durante il viaggio - dopo essere rimasti ambedue a terra - cercano di riprendere il convoglio che li ha lasciati in una città mineraria. Qualche tempo dopo, Larry e il suo amico Harry, in visita nel paese balcanico di Graustark, salvano la stessa ragazza da un rapimento e scoprono che è Yetive, la principessa di Graustark. Per salvare il paese oberato di debiti, Yetive è costretta a fidanzarsi con il principe Lorenz di Asphain che però viene ucciso. Larry, incolpato dell'omicidio, riesce a fuggire aiutato da Yetive, che lo nasconde nella sua camera da letto. Gabriel, un altro pretendente della principessa, l'accusa di proteggere il fuggitivo. Larry, allora, decide di consegnarsi se Gabriel convincerà suo padre a offrire una dilazione per il pagamento del debito di Graustark. Harry, però, scopre che il vero assassino di Lorenz è proprio Gabriel: il paese di Asphain firma un'alleanza con Graustark e Yetive sposa Larry, che sale al trono insieme a lei.

## Produzione
Il film fu prodotto dall'Essanay Film Manufacturing Company. Venne girato in parte a New York e a Washington, incluse le scene sul fiume Potomac dall'alto del monumento a Washington. Gran parte del film venne girato a Chicago e nei dintorni della città, dove si trovava la sede della casa di produzione. Le riprese in California, furono girate sotto la supervisione di Anderson.

## Distribuzione
Il copyright del film, richiesto dalla Essanay Film Mfg. Co., fu registrato il 26 aprile 1915 con il numero LP5579.
Distribuito dalla V-L-S-E, uscì nelle sale cinematografiche statunitensi il 16 aprile 1915.
Non si conoscono copie ancora esistenti della pellicola che viene considerata presumibilmente perduta
.